# Spiraeopsis clemensiae
Spiraeopsis clemensiae är en tvåhjärtbladig växtart som beskrevs av Perry. Spiraeopsis clemensiae ingår i släktet Spiraeopsis och familjen Cunoniaceae. Inga underarter finns listade i Catalogue of Life.